# Myllenyxis insularis
Myllenyxis insularis là một loài tò vò trong họ Ichneumonidae.